# جوليان سافوليسكو
جوليان سافوليسكو (من مواليد 22 ديسمبر 1963) هو فيلسوف أسترالي وخبير في أخلاقيات علم الأحياء من أصول رومانية. وهو أستاذ Chen Su Lan Centennial لأخلاقيات الطب ومدير مركز أخلاقيات الطب الحيوي في جامعة سنغافورة الوطنية . شغل سابقًا منصب رئيس أوهيرو للأخلاقيات العملية بجامعة أكسفورد، وزميل كلية سانت كروس بأكسفورد ‏، ومدير مركز أكسفورد أوهيرو للأخلاقيات العملية، والمدير المشارك لمركز ويلكوم للأخلاق والعلوم الإنسانية. إنه زميل أستاذ زائر في أخلاقيات الطب الحيوي في معهد مردوخ لأبحاث الأطفال ‏ في أستراليا، وأستاذ زائر متميز في القانون بجامعة ملبورن منذ عام 2017. يدير مجموعة أبحاث الأخلاقيات الطبية الحيوية وهو عضو في مركز أخلاقيات علم جينوم الأطفال في أستراليا. وهو محرر سابق وعضو حالي في مجلس إدارة مجلة الأخلاقيات الطبية ‏ (2001-2004 و2011-2018)، والتي تم تصنيفها على أنها المجلة رقم 2 في أخلاقيات علم الأحياء في جميع أنحاء العالم من قبل Google Scholar Metrics، اعتبارًا من عام 2022.  بالإضافة إلى خلفيته في الأخلاقيات التطبيقية والفلسفة، لديه أيضًا خلفية في الطب وعلم الأعصاب وأكمل بكالوريوس الطب والجراحة (مع مرتبة الشرف) و BMedSc في جامعة موناش، وتخرج على رأس فصله مع 18 من 19 جائزة العام الأخير في الطب. قام بتحرير سلسلة كتب مطبعة جامعة أكسفورد، سلسلة أوهيرو في الأخلاق العملية.
حصل على الدكتوراه من جامعة موناش تحت إشراف الفيلسوف بيتر سنجر .  كانت أطروحة الدكتوراه الخاصة به حول أسباب وجيهة للموت والقتل الرحيم. بعد التخرج، حصل على منحة مؤسسة منزيس لما بعد الدكتوراه،  تحت إشراف ديريك بارفيت  قبل العودة إلى أستراليا. أسس مجموعة حول أخلاقيات علم الوراثة في معهد مردوخ لأبحاث الأطفال في أستراليا. في عام 2002، تولى كرسي أوهيرو للأخلاقيات العملية في أكسفورد. في عام 2003، أسس مركز أكسفورد أوهيرو للأخلاقيات العملية كمدير.

## الجوائز
سافوليسكو حاصل على دكتوراه فخرية من جامعة بوخارست (2014).  حصل على جائزة "المفكر" لأفضل 100 من قادة المستقبل الأستراليين (2009)،  وهو من خريجي جامعة موناش المتميزين (2009).  حصل على الميدالية الذهبية ASMR (2005). 
مُنح سافوليسكو وفريق من المؤلفين المشاركين في عام 2018 جائزة دانيال م فيغنر للابتكار النظري. تُمنح هذه الجائزة لمؤلف مقال أو فصل في كتاب تم الحكم عليه لتقديم المساهمة النظرية الأكثر ابتكارًا في علم النفس الاجتماعي / الشخصي خلال عام معين.  رشح في القائمة المختصرة لميدالية AHRC للقيادة في العلوم الإنسانية الطبية في عام 2018. 

## الإحسان الإنجابي
صاغ سافوليسكو عبارة الإحسان الإنجابي . إنه الالتزام الأخلاقي المفترض   المثير للجدل للوالدين القادرين على اختيار أطفالهم، على سبيل المثال من خلال التشخيص الجيني السابق للانغراس (PGD)، لتفضيل أولئك الذين يتوقع أن يكون لديهم حياة أفضل.  الحجة المؤيدة لهذا المبدأ هي أن السمات (مثل التعاطف والذاكرة وما إلى ذلك) هي "وسائل لجميع الأغراض" بمعنى أنها مفيدة في تحقيق أي خطط حياة قد تكون لدى الطفل. 
جادل في بعض منشوراته لما يلي:
1. أن الوالدين يتحملان مسؤولية اختيار أفضل الأطفال الذين يمكنهم إنجابهم، في ضوء جميع المعلومات الجينية ذات الصلة المتاحة لهم، وهو مبدأ يمتد إلى استخدام التلقيح الصناعي (IVF) والتشخيصات الوراثية السابقة للانغراس (PGD) لتحديد ذكاء الأجنة والأطفال المحتملين ؛ [17] و
2. أن أبحاث الخلايا الجذعية لها ما يبررها حتى لو قبل المرء وجهة نظر الجنين كشخص. [18]

1. أن الوالدين يتحملان مسؤولية اختيار أفضل الأطفال الذين يمكنهم إنجابهم، في ضوء جميع المعلومات الجينية ذات الصلة المتاحة لهم، وهو مبدأ يمتد إلى استخدام التلقيح الصناعي (IVF) والتشخيصات الوراثية السابقة للانغراس (PGD) لتحديد ذكاء الأجنة والأطفال المحتملين ؛ [17] و
2. أن أبحاث الخلايا الجذعية لها ما يبررها حتى لو قبل المرء وجهة نظر الجنين كشخص. [18]
3. يبرر Savulescu أيضًا تدمير الأجنة كمصدر للأعضاء والأنسجة لزرعها للبالغين. [19] يجادل في خلاصته، "إن أكثر التطبيقات التي يمكن تبريرها علنًا لاستنساخ البشر، إذا كان هناك تطبيق على الإطلاق، هو توفير خلايا أو أنسجة متوافقة ذاتيًا للاستخدام الطبي، وخاصة الزرع. جادل البعض بأن هذا لا يثير أي قضايا أخلاقية جديدة فوق تلك التي يثيرها أي شكل من أشكال التجارب على الأجنة. أنا أزعم أن هذا البحث أقل إشكالية من الناحية الأخلاقية من أبحاث الأجنة الأخرى. في الواقع، ليس من الجائز أخلاقيا فحسب، بل أخلاقيًا أن نستخدم الاستنساخ لإنتاج أجنة أو أجنة من أجل توفير الخلايا أو الأنسجة أو حتى الأعضاء للعلاج، يليها إجهاض الجنين أو الجنين ". ويقول إنه إذا كان تدمير الأجنة مسموحًا به لأسباب اجتماعية أو بدون أسباب على الإطلاق، فيجب أن يكون تدميرها مبررًا لإنقاذ الأرواح

علاوة على ذلك، بصفته محررًا لمجلة مجلة الأخلاقيات الطبية ‏، نشر في عام 2012 مقالًا من قبل اثنين من الأكاديميين الإيطاليين ذكر أن المولود الجديد لا يختلف فعليًا عن الجنين، وليس "شخصًا"، ومن الناحية الأخلاقية، يمكنه يُقتل بناءً على قرار الوالدين وما إلى ذلك.  نُشر هذا المقال كجزء من عدد مزدوج خاص، "الإجهاض، وأد الأطفال، والسماح للأطفال بالموت".  تضمنت القضية المزدوجة مقالات بقلم بيتر سينجر، ومايكل توولي ‏، وجيف مكماهان ‏، وكاي جاي كوادي، وليزلي فرانسيس ‏، وجون فينيس، وآخرين. في افتتاحية، كتب سافوليسكو: "تهدف المجلة في هذا العدد إلى تعزيز النقاش العقلاني الأكثر شمولاً فيما يتعلق بهذا الموضوع المثير للجدل والمهم من خلال تقديم مجموعة من الحجج من مجموعة متنوعة من وجهات النظر. لقد حاولنا أن نكون شاملين قدر الإمكان وقدمنا عددًا مزدوجًا لتضمين أكبر عدد ممكن من المشاركات التي تلقيناها. يعتبر قتل الأطفال قضية مهمة وجديرة بالاهتمام الأكاديمي لأنها تمس مجالًا مثيرًا للقلق لم يكن لدى سوى عدد قليل من المجتمعات الشجاعة للتعامل معه بصدق وانفتاح: القتل الرحيم. نأمل أن تحفز الأوراق في هذا العدد التفكير الأخلاقي في ممارسات القتل الرحيم التي تحدث ومبرراتها وحدودها ".  وقال أيضًا: "أنا أعارض بشدة إضفاء الشرعية على قتل الأطفال على غرار ما ناقشه جيوبيليني ومينيرفا". 
جنبًا إلى جنب مع عالم الأخلاقيات العصبية جاي كاهانا، يبدو أن مقال سافوليسكو بعنوان "تلف الدماغ والأهمية الأخلاقية للوعي" هو أول منشور سائد يجادل بأن الأدلة المتزايدة على الوعي لدى المرضى الذين تم تشخيص إصابتهم بحالة إنباتية مستمرة تدعم في الواقع الانسحاب أو حجب الرعاية. 
في عام 2009، قدم البروفيسور سافوليسكو ورقة بحثية في "مهرجان الأفكار الخطرة"، الذي أقيم في دار أوبرا سيدني في أكتوبر 2009، بعنوان "غير مناسب للحياة: تعزيز الإنسانية وراثيًا أو مواجهة الانقراض"، والتي يمكن رؤيتها على فيميو. يجادل سافوليسكو بأن البشرية على وشك الاختفاء في "مثلث برمودا" المجازي ما لم يكن البشر على استعداد للخضوع لـ " التعزيز الأخلاقي ‏ ". 